# Lerato Sechele
Lerato Sechele (Lesoto, 10 de marzo de 1994) es una atleta lesotense, especialista en la prueba de triple salto, en la que logró ser medallista de bronce africana en 2018

## Carrera deportiva
En el Campeonato Africano de Atletismo de 2018 celebrado en Asaba (Nigeria) ganó la medalla de bronce en el triple salto, con un salto de 13.31 metros, tras la nigeriana Grace Anigbata (oro con 14.02 metros) y la sudafricana Zinzi Chabangu (plata con 13.59 metros).